# 10555 Tagaharue
A 10555 Tagaharue (ideiglenes jelöléssel 1993 HH) egy kisbolygó a Naprendszerben. K. Endate és Vatanabe Kazuró fedezték fel 1993. április 16-án.